# Canon FTb
La Canon FTb, sorella minore della professionale F1, esce contemporaneamente a questa nel marzo del 1971 come aggiornamento della precedente Canon FT.
A differenza di quest'ultima monta i nuovi obiettivi FD, che, pur mantenendo la medesima baionetta, introducono il simulatore del diaframma per consentire la misurazione a tutta apertura.
La macchina è molto solida, tempi da 1" a 1/1000 , totalmente meccanica, dotata del caricamento pellicola Quick Loader, da cui deriva la sigla FTb QL.
La seconda serie della FTb nel 1973 introduce qualche piccola miglioria, come la visione nel mirino del tempo impostato, la leva di carica ricoperta in plastica e una nuova leva per l'autoscatto - controllo profondità di campo.